# Oscillographe électromagnétique
L' oscillographe électromagnétique, parfois aussi appelé ondographe électromagnétique ou oscillographe galvanométrique, est un appareil de mesure électromagnétique servant à visualiser l'intensité et l'activité signal électrique, le plus souvent variable au cours du temps. Il est principalement utilisé en sciences physiques afin de visualiser soit des tensions électriques, soit diverses autres grandeurs physiques préalablement transformées en tension au moyen d'un convertisseur adapté ou de capteurs. La courbe visuelle d'un oscilloscope est appelée oscillogramme.

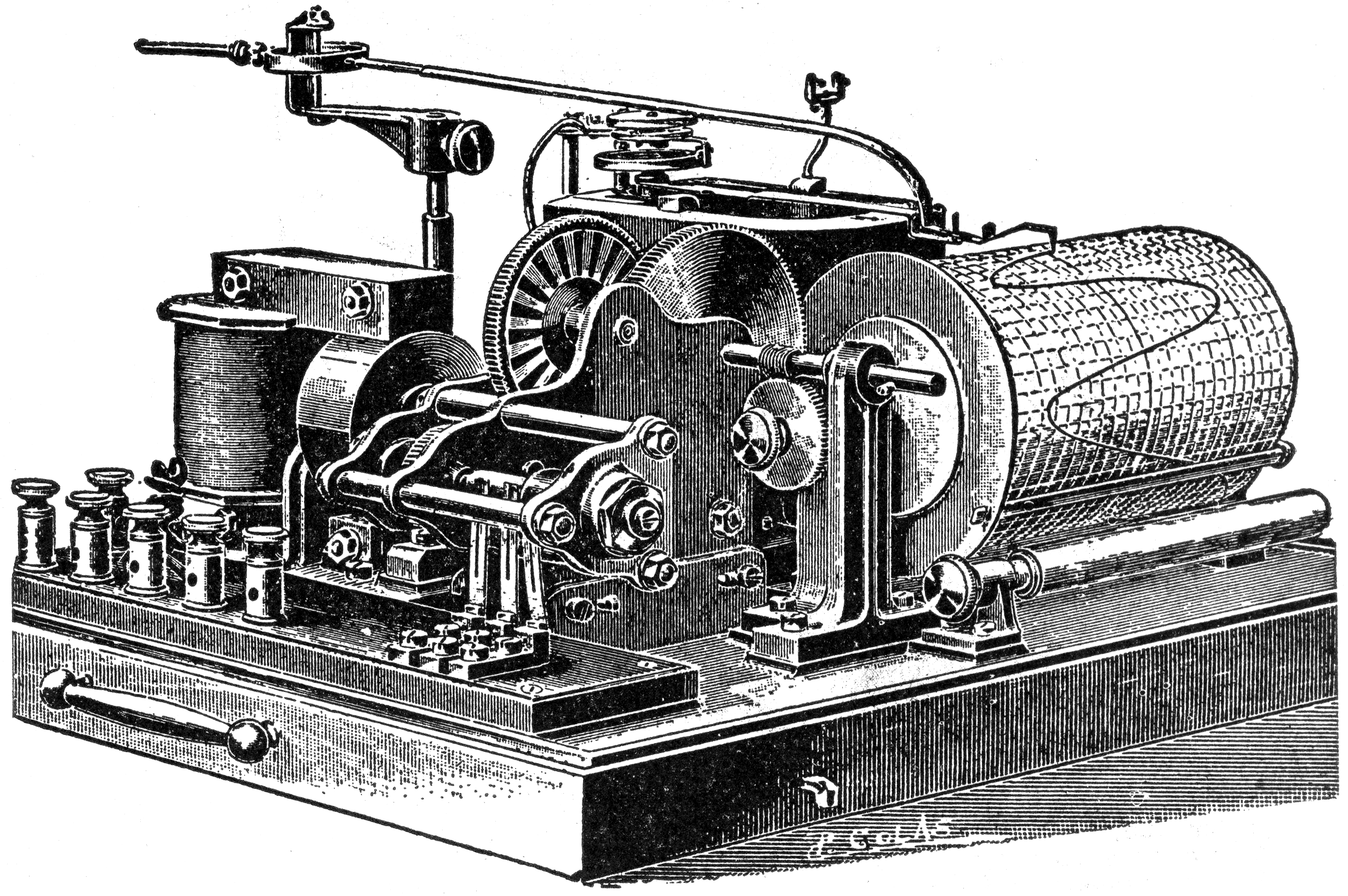
Oscillographe, ou « ondographe », dit Hospitalier

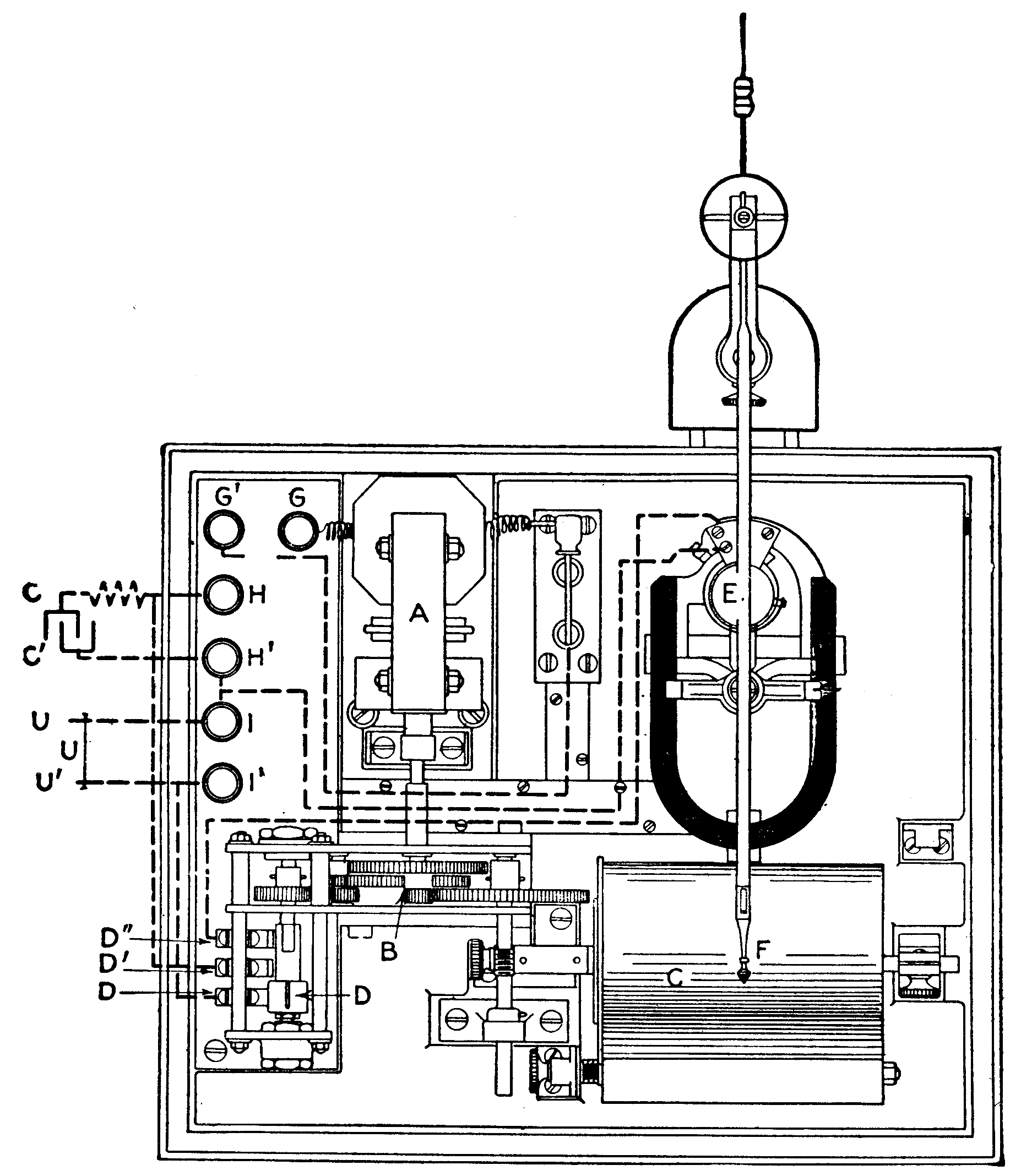
Schéma de l'ondographe Hospitalier

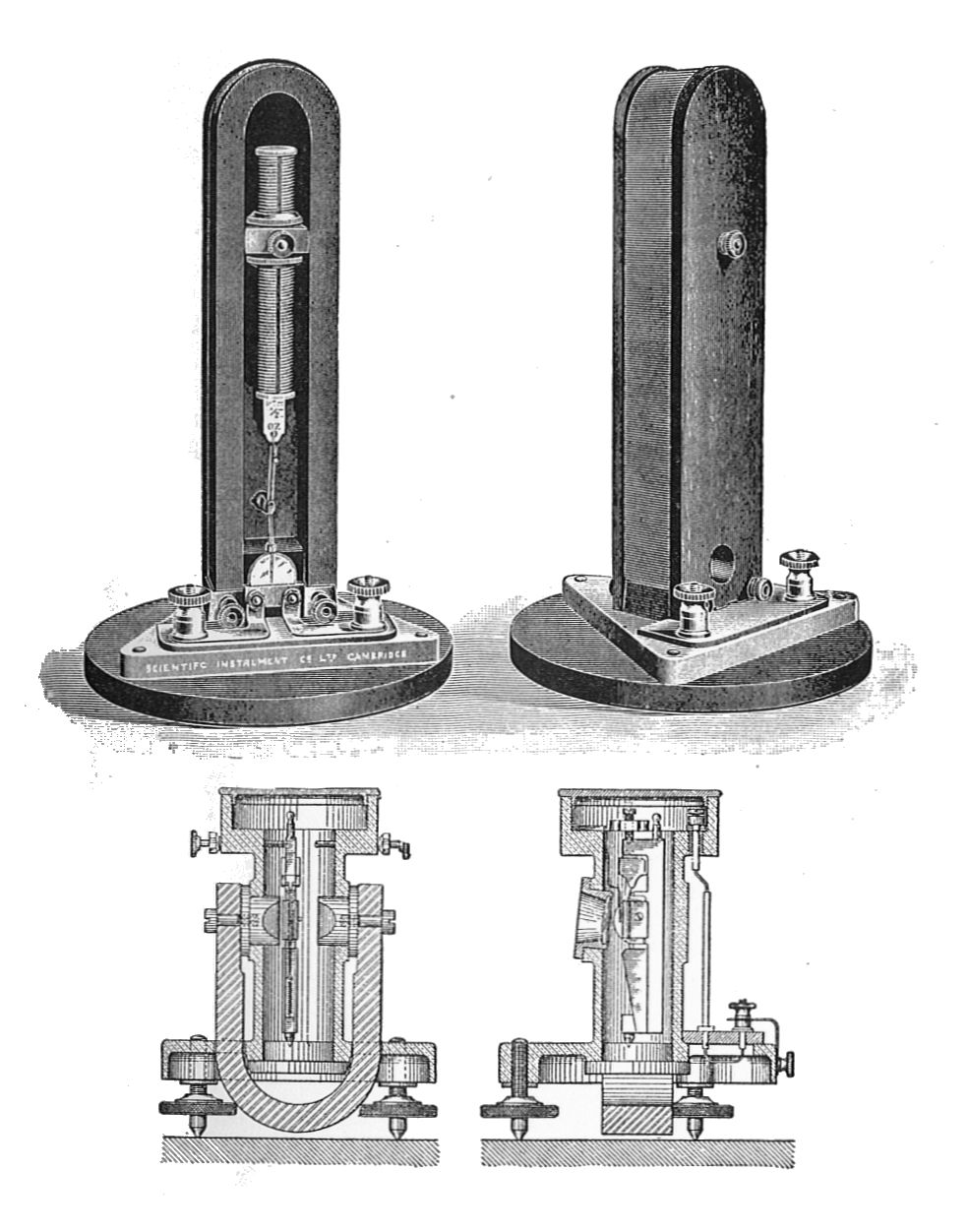
Modèles d'oscillographes électromagnétiques permanents (Rankin Kennedy, Electrical Installations, Vol II, 1909)

## Historique
L'ingénieur français André Blondel est l'inventeur du premier oscillographe électromagnétique, en 1894. Il le perfectionnera pendant une dizaine d’années tout comme d’autres appareils de mesure tels qu’un hystérésimètre, un analyseur harmonique, ou des wattmètres. Par la suite, il utilisa ses différentes créations pour étudier le fonctionnement de l’arc électrique à courant alternatif.
L'appareil resta longtemps en service et ne sera remplacé peu à peu par l'oscilloscope cathodique qu’à partir des années 1960.

### Pages internes
- Oscilloscope
- Maurice Blondel (philosophe)
- Histoire de la radio
- Histoire des techniques d'émission radio
- Récepteur à cristal
- Radioconducteur
- Émetteur à étincelles
- Détecteur magnétique (radio)
- Détecteur électrolytique
- Radiotélégraphiste
- Télégraphie sans fil